# Oreoneta garrina
Oreoneta garrina är en spindelart som först beskrevs av Chamberlin 1948.  Oreoneta garrina ingår i släktet Oreoneta och familjen täckvävarspindlar. Inga underarter finns listade i Catalogue of Life.